# Бољетин (Маврово и Ростуша)
Бољетин (мкд. Болетин) је насељено место у Северној Македонији, у западном делу државе. Бољетин припада општини Маврово и Ростуша.

## Географија
Насеље Бољетин је смештено у западном делу Северне Македоније. Од најближег већег града, Дебра, насеље је удаљено 22 km североисточно.
Бољетин се налази у доњем делу историјске области Река. Насеље је положено у уској долини реке Радике. Источно од насеља се стрмо издиже планина Бистра, а западно планина Дешат. Надморска висина насеља је приближно 780 метара.
Клима у насељу је планинска.

## Становништво
По попису становништва из 2002. године Бољетин је био без становника.
Претежно становништво у насељу били су Торбеши.
Већинска вероисповест у насељу био је ислам.. 